# Dendrelaphis schokari
Dendrelaphis schokari — вид неотруйних змій родини полозових (Colubridae).

## Поширення
Ендемік Шрі-Ланки. Населяє ліси та відкриті території в усіх кліматичних зонах острова від низин до приблизно 750 м над рівнем моря.

## Опис
Змія завдовжки до 119 см, коричневого кольору з жовтими смугами.
Опис голотипу
Доросла самиця: довжина від морди до анального отвору (SVL) 51 см; хвіст 22,5 см; 161 вентральних лусочок (2 превентральні); 113 підхвостових, усі розділені; анальний щиток розділений. Діаметр ока 4,9 мм (L+R); відстань від переднього краю ока до заднього краю ніздрі 4,5 мм (L+R). Основний колір коричневий; темна заочна смуга починається позаду ока, охоплює тільки нижню чверть скроневої області і закінчується на краю щелепи; хребетна смуга, утворена жовтими плямами на лусочках хребців, починається позаду голови і вже непомітна після рівня 34-ї черевної луски; міжтім'яна пляма відсутня; присутня слабка світла вентролатеральна лінія, не облямована чорними лініями; надгубні лусочки і горло жовті; черевні частини спереду жовті, ззаду жовтувато-зелені.